# Vampire malgré lui
 (septembre 2016).
Si vous disposez d'ouvrages ou d'articles de référence ou si vous connaissez des sites web de qualité traitant du thème abordé ici, merci de compléter l'article en donnant les références utiles à sa vérifiabilité et en les liant à la section « Notes et références ».
Vampire, Malgré Lui (Liar, Liar, Vampire) est un téléfilm américain Nickelodeon réalisé par Vince Marcello, diffusé en 2015.

## Synopsis
Il n'y a rien de pire qu'être le nouvel élève en plein milieu de l'année scolaire. Davis, le nouveau, fraîchement arrivé d'Australie, a le même rêve que tous les autres adolescents à son âge : devenir populaire. Peu de temps après son arrivée, Caitlyn, la fille la plus polaire du lycée, pense qu'il est un vampire. La rumeur s'ébruite et Davis devient le garçon le plus populaire du lycée. Ne voulant pas perdre son statut de popularité, il demande à Vi, sa voisine, de l'aide pour duper toute l'école.

## Distribution
- Rahart Adams : Davis Pell
- Brec Bassinger : Vi
- Tiera Skovbye : Caitlyn Crisp
- Larissa Albuquerque : Bethany
- Sarah Grey : Caitlyn
- Drew Tanner : Singer
- Pauline Egan : Beverly Pellyn
- Alex Zahara : Baron Von Awesome
- Samuel Patrick Chu : Ashton
- Olivia Ryan Stern : Rita
- Ty Wood : Bon
- Tina Georgieva : Australian Student
- Will Erichson : Rayzon
- Harrison MacDonald : Stuart
- Curtis Albright : Jelly